# 王相 (成化戊戌進士)
王相（1454年—？），字君卿，河南開封府陳州商水縣人，軍籍，明朝政治人物。進士出身。

## 生平
早年出身縣學生，河南鄉試第九名。成化十四年（1478年）戊戌科會試第三百二十五名，殿試登進士第三甲第一百四十一名。授太常寺博士，十九年八月擢授試監察御史，二十年八月實授山東道御史，巡盐两淮，二十一年八月有罪逮下刑部狱，降二级，授云南南宁县县丞。后升瑞州府同知，弘治十八年二月升陕西佥事。

## 家族
曾祖父王三，贈右通政。祖父王溢，曾任右通政。父亲王榮，曾任知縣。母張氏。具慶下。兄臣佐（義官）；弟王詔。